# João Pires Redondo
João Pires Redondo foi um nobre e Cavaleiro medieval do Reino de Portugal. Em 1248, participou na conquista da cidade de Sevilha. Exerceu o cargo de governador das localidades de Neiva, de Refojos e de Riba de Ave. Faleceu antes de 5 de Maio de 1272, pois nesta data a sua segunda esposa faz a partilha dos bens com os filhos.

## Relações familiares
Foi filho de Pedro Soares Velho "o Escaldado" e de Maria Vasques, filha de Vasco Pais, alcaide-mor de Coimbra e de Ermezenda Martinse.
Casou por duas vezes, a primeira com Gontinha Soares de Melo filha de Soeiro Raimundes de Riba de Vizela e de Urraca Viegas Barroso e a segunda com Mór Peres da Pereira filha de Pedro Rodrigues de Pereira, de quem teve:
1. Teresa Anes Redondo casada com D. Pedro Homem,
2. Beatriz Anes Redondo casada com D. Rodrigo Martins de Nomães,
3. Gonçalo Anes Redondo casada com Teresa Esteves de Freitas.